# Список персонажей телесериала «Остаться в живых»
Все перечисленные ниже персонажи американского драматико-приключенческого телесериала «Остаться в живых» были созданы Дэймоном Линделофом, Дж. Дж. Абрамсом и Джеффри Либером. Сериал следит за судьбой выживших в авиакатастрофе на таинственном тропическом острове, после того как их рейс терпит крушение на юге Тихого океана. Каждая серия содержит, как правило, основную сюжетную линию на острове и второстепенную, показывающую нам жизнь персонажа с другой стороны.
Из 324 пассажиров, летевших из Сиднея в Лос-Анджелес, падение пережили 72 (71 человек и одна собака) разделившихся на три секции. Из носовой части выжил 1 человек, из центральной 48 человек и 1 животное, из хвостовой 22 человека. Первый сезон насчитывает 14 главных героев, что сделало сериал вторым по величине актёрского состава после «Отчаянных домохозяек».
Персонажи указываются лишь однажды, в первом подходящем для них подразделе. Актёры и актрисы, исполнившие роли, указаны в соответствующем столбце. Для всех персонажей указаны сезоны, в которых они появляются, для главных героев также указаны серии, в которых данный персонаж становится центральным.

## Актёры и персонажи
= Главная роль в сезоне
     = Второстепенная роль в сезоне
     = Гостевая роль в сезоне
     = Не появляется

### Главные роли
| Мэттью Фокс               | Джек Шепард         | 25 | 22 | 19 | 13 | 15 | 17 | 111 |
| Эванджелин Лилли          | Кейт Остин          | 25 | 20 | 20 | 12 | 15 | 14 | 106 |
| Хорхе Гарсиа              | Хьюго Рейес (Хёрли) | 25 | 23 | 15 | 13 | 14 | 15 | 105 |
| Джош Холлоуэй             | Джеймс Форд (Сойер) | 25 | 22 | 18 | 11 | 14 | 12 | 102 |
| Терри О’Куинн             | Джон Локк           | 24 | 22 | 13 | 11 | 13 | 16 | 99  |
| Навин Эндрюс              | Саид Джарра         | 25 | 17 | 16 | 11 | 13 | 15 | 97  |
| Дэниел Дэ Ким             | Джин Квон           | 21 | 19 | 14 | 10 | 12 | 13 | 89  |
| Юнджин Ким                | Сун Квон            | 24 | 15 | 13 | 10 | 12 | 12 | 86  |
| Доминик Монаган           | Чарли Пэйс          | 24 | 18 | 16 | 1  |    | 3  | 62  |
| Эмили де Рэвин            | Клэр Литтлтон       | 19 | 15 | 12 | 10 |    | 13 | 69  |
| Гарольд Перрино           | Майкл Доусон        | 25 | 15 |    | 6  |    | 1  | 47  |
| Малкольм Дэвид Келли      | Уолт Ллойд          | 22 | 5  | 1  | 2  | 1  |    | 31  |
| Мэгги Грейс               | Шеннон Рутерфорд    | 23 | 5  | 1  |    |    | 1  | 30  |
| Иэн Сомерхолдер           | Бун Карлайл         | 22 | 2  | 2  |    |    | 2  | 28  |
| Мишель Родригес           | Ана-Люсия Кортес    | 1  | 19 |    |    | 1  | 1  | 22  |
| Адевале Акиннуойе-Агбадже | Мистер Эко          |    | 18 | 3  |    |    |    | 21  |
| Синтия Уотрос             | Либби Смит          |    | 19 |    | 1  |    | 2  | 22  |
| Генри Иан Кьюсик          | Десмонд Хьюм        |    | 4  | 16 | 9  | 7  | 8  | 44  |
| Майкл Эмерсон             | Бенджамин Лайнус    |    | 8  | 15 | 11 | 13 | 12 | 59  |
| Элизабет Митчелл          | Джульет Бёрк        |    |    | 17 | 13 | 14 | 2  | 46  |
| Киле Санчес               | Никки Фернандес     |    |    | 6  |    |    |    | 6   |
| Родриго Санторо           | Пауло               |    |    | 7  |    |    |    | 7   |
| Джереми Дэвис             | Дэниел Фарадей      |    |    |    | 12 | 9  | 2  | 23  |
| Кен Люн                   | Майлз Стром         |    |    |    | 8  | 13 | 14 | 35  |
| Ребекка Мэйдер            | Шарлотта Льюис      |    |    |    | 10 | 5  | 2  | 17  |
| Нестор Карбонель          | Ричард Алперт       |    |    | 7  | 4  | 9  | 10 | 30  |
| Джефф Фэйи                | Фрэнк Лапидус       |    |    |    | 10 | 6  | 12 | 28  |
| Зулейка Робинсон          | Илана Вердански     |    |    |    |    | 7  | 10 | 17  |
| Всего эпизодов            | Всего эпизодов      | 25 | 24 | 23 | 14 | 17 | 18 | 121 |

## Главные герои
Персонажи расположены в алфавитном порядке. В графе «Сезоны: главные» указаны сезоны, в которых актёр или актриса играли одного из главных (в этом сезоне) персонажей, в графе «Сезоны: приглашённые» — сезоны, в которых актёр или актриса появляются, но только как приглашённая или специально приглашённая звезда.
| Имя | Актёр/актриса                 | Сезоны: главные  | Сезоны: приглашённые | Центральные серии                                                |  |
| --- | ----------------------------- | ---------------- | -------------------- | ---------------------------------------------------------------- |  |
| Ричард Алперт | Нестор Карбонель              | 6                | 3, 4, 5              | 6.09                                                             |  |
| Ричард Алперт — советник Бена, вечно молод. Во флешбэках протяжённостью в пятьдесят лет, включающих присутствие при рождении Локка в 1956 году, встречу с Беном после чистки DHARMA Initiative в 1992-м и приглашение Джульет Бёрк на работу к Другим, оказывается, что он такого же возраста, как и в 2004-м. В четвёртом сезоне Ричард ведёт выживших Других к месту, названному «Храмом». Он неоднократно пересекался с Джоном Локком в первые годы жизни последнего. Джульет сказала, что Ричард всегда был на Острове, и, когда её спросили, сколько ему лет, загадочно ответила: «Много». В шестом сезоне раскрывается тайна его попадания на остров. Он похоронил жену ещё в 1867 году, потом стал рабом на корабле «Чёрная Скала». В результате кораблекрушения он оказался единственным выжившим на «Чёрной Скале». Ему явился Человек в чёрном в образе его жены. Позже Джейкоб даровал ему бессмертие. После смерти Джейкоба можно предположить, что Ричард стал смертным, потому что Майлз заметил у Ричарда на голове первый седой волос. В конце сериала Ричард улетает с острова на самолёте Ajira 316.                                                                      |                               |                  |                      |                                                                  |  |
| |                               |                  |                      |                                                                  |  |
| Джульет Бёрк | Элизабет Митчелл              | 3, 4, 5          | 6                    | 3.07, 3.16, 4.06                                                 |  |
| За три года до падения на Остров самолёта Джульет — специалистку по вопросам бесплодия — нанимают Другие. Она развивает отношения с Гудвином, которого убивает Ана-Люсия, и Джульет винит в этом Бена. Бен влюблён в неё и отказывается отпускать её с Острова — он устраивает смерть Гудвина из ревности. Когда Джек попадает в плен, Джульет поначалу ведёт себя с ним холодно, однако затем помогает Кейт и Сойеру убежать из клеток на станции Гидра, и затем, покинув Других, оказывается в лагере выживших с рейса 815. Она сопротивляется приказу Бена внедриться в лагерь выживших и выказывает свои чувства к Джеку. Она остаётся, когда Шестёрка Oceanic покидает Остров. После прекращения вспышек она вместе с остальными переносится в 1970-е, становится механиком в DHARMA Initiative и начинает отношения с Сойером. Когда они вновь возвращаются в настоящее время, Джульет умирает из-за ран, полученных при падении в колодец на месте будущей станции Лебедь. Появляется во флеш-сайдах в шестом сезоне, там она мать Дэвида Шепарда, сына Джека. Когда Джульет всё вспоминает, она возвращается к Сойеру и вместе с другими отправляется в чистилище, а после — в рай. |                               |                  |                      |                                                                  |  |
| |                               |                  |                      |                                                                  |  |
| Саид Джарра | Навин Эндрюс                  | 1, 2, 3, 4, 5, 6 | —                    | 1.09, 1.21, 2.14, 3.11, 4.03, 5.10, 6.06                         |  |
| Бывший военный офицер связи, Саид находится в плену своего прошлого, где он пытал людей в Иракской республиканской гвардии. На Острове он влюбляется в Шеннон. После спасения с острова он живёт в Америке, где воссоединяется и женится на своей давней возлюбленной Надие. После убийства Надии Саида в качестве киллера нанимает Бен, чтобы разделаться с партнёрами Чарльза Уидмора. Саид вновь возвращается на остров и вскоре погибает, жертвуя собой, чтобы спасти остальных людей от бомбы, с которой он убежал и позже взорвался на подводной лодке. После смерти (или во флеш-сайдах) Саид находит Шеннон и они снова вместе. После всего отправляется со всеми в рай. |                               |                  |                      |                                                                  |  |
| |                               |                  |                      |                                                                  |  |
| Майкл Доусон | Гарольд Перрино               | 1, 2, 4          | 6                    | 1.14, 2.02, 2.22, 4.08                                           |  |
| Майкл — художник и архитектор из Нью-Йорка, который не общался со своим сыном Уолтом с тех пор, как Уолт научился ходить. Когда мать Уолта умирает в Австралии, Майкл приезжает забрать сына (и пса Уолта, Винсента). Майкл первый на Острове узнал, что Сун говорит по-английски, и у него возникают различные конфликты с Джином, возможно, из-за его ревности. Пытаясь выбраться с Острова на плоту, Уолт похищен Другими. Майкл заключает сделку с ними, согласно которой он обменяет Кейт, Джека, Сойера и Хёрли на Уолта, а отец с сыном покинут Остров на катере. Но по возвращении домой Уолт переезжает к бабушке, узнав о предательстве отца и совершенном им убийстве Аны-Люсии и Либби. Майкл несколько раз пытается свести счеты с жизнью, но вскоре выясняет, что «Остров не даст ему умереть». Позже он внедряется в команду корабля Kahana по приказу Тома, в надежде искупить отнятые им жизни спасением тех, кто остался на Острове. Он погиб от взрыва на корабле, пытаясь обезвредить бомбу. После явился к Хёрли как призрак и сказал ему всех спасти. |                               |                  |                      |                                                                  |  |
| |                               |                  |                      |                                                                  |  |
| Илана Вердански | Зулейка Робинсон              | 6                | 5                    | —                                                                |  |
| Илана представляется наёмной убийцей, которая заявляет, что работает на семью Питера Авеллино — партнёра Чарльза Уидмора, убитого Саидом по приказу Бена. Она берёт в плен Саида и садится с ним на рейс 316. После аварийной посадки она становится лидером группы выживших, которая заставляет подчиниться себе остальных с помощью оружия, по-видимому, спрятанного на самолёте. Она спросила Фрэнка Лапидуса, знает ли он, «что лежит в тени статуи», и вырубила его, когда тот не смог ответить. В финале пятого сезона приходит со своей группой к Другим, рассказывая, что настоящий Джон Локк мёртв, а к Джейкобу пошёл самозванец. Некоторое время спустя Илана приносит динамит с Чёрной Скалы, однако, не умея с ним обращаться, взрывается на глазах у её группы. |                               |                  |                      |                                                                  |  |
| |                               |                  |                      |                                                                  |  |
| Бун Карлайл | Иэн Сомерхолдер               | 1                | 2, 3, 6              | 1.13                                                             |  |
| Бун — сводный брат Шеннон, влюблённый в неё. На острове он проводит большую часть времени на охоте с Локком, вместе они находят первый бункер. Постепенно Бун понимает, что Шеннон манипулирует им и не любит его, но продолжает оберегать её, на почве этого вступив в конфликт с Саидом. Когда ноги Локка неожиданно отказывают, Бун забирается в упавший самолёт, застрявший на дереве, и использует рацию для связи (хотя он этого и не знает) с выжившими из хвостовой части. Самолёт падает вместе с Буном, его нога и грудь раздроблены. Локк относит Буна обратно в лагерь, чтобы Джек и Сун спасли его, однако очень скоро Бун умирает. |                               |                  |                      |                                                                  |  |
| |                               |                  |                      |                                                                  |  |
| Джин Су Квон | Дэниел Дэ Ким                 | 1, 2, 3, 4, 5, 6 | —                    | 1.17, 2.05, 3.03, 4.07, 5.05, 6.10                               |  |
| Сын бедного рыбака, Джин женится на Сун на том условии, что он будет работать на её отца как человек, решающий проблемы с должниками. На Острове Джин страдает от того, что он единственный из выживших, кто не говорит по-английски, хотя впоследствии он начинает учить язык. Сун и остальные члены Шестёрки Oceanic считают Джина погибшим во время взрыва бомбы на корабле Kahana. В итоге, в бессознательном состоянии Квона находят члены французской экспедиции в 1988 году, куда он переместился вместе с другими людьми на Острове. Потом три года работает в DHARMA Initiative, а позже возвращается в настоящее время и погибает вместе с Сун на подводной лодке. |                               |                  |                      |                                                                  |  |
| |                               |                  |                      |                                                                  |  |
| Сун Хва Квон | Юнджин Ким                    | 1, 2, 3, 4, 5, 6 | —                    | 1.06, 2.05, 2.16, 3.03, 3.18, 4.07, 5.05, 6.10                   |  |
| Богатая дочь владельца отелей и автомобильных заводов со связями с корейской мафией, Сун заводит роман на стороне и почти бросает своего мужа Джина перед катастрофой. Они примиряются на Острове, и Сун беременеет ребёнком Джина. После спасения с Острова Сун рожает девочку, которую называет Чи Ён. Получив денежную компенсацию от Oceanic Airlines, она выкупает контрольный пакет акций компании отца. Вновь оказавшись на острове Сун узнает о кандидатах. После она с Джином погибает на подводной лодке. |                               |                  |                      |                                                                  |  |
| |                               |                  |                      |                                                                  |  |
| Ана-Люсия Кортес | Мишель Родригес               | 2                | 1, 5, 6              | 2.08, 2.20                                                       |  |
| Бывший офицер полиции Лос-Анджелеса, Ана-Люсия является лидером выживших пассажиров хвостовой части рейса 815. Она потеряла работу офицера полиции после того, как убила мужчину, до того стрелявшего в неё и убившего её не родившегося ребёнка. Она встречает Кристиана в международном аэропорту Лос-Анджелеса и соглашается сопровождать его в Австралию. Перед обратным рейсом в Лос-Анджелес она болтает с Джеком, не подозревая, что он сын Кристиана, в баре аэропорта. Ана-Люсия изо всех старается защитить остальных выживших после того, как некоторых из них похищают, и она крайне недоверчива к другим. Она убивает Гудвина, когда выясняет, что он не летел на самолёте. Также она непреднамеренно убивает Шеннон. Позже в неё саму стреляет и убивает Майкл, когда пытается освободить Бена, лидера Других, но после смерти она является в видениях нескольким персонажам, в особенности Хёрли. |                               |                  |                      |                                                                  |  |
| |                               |                  |                      |                                                                  |  |
| Бен Лайнус | Майкл Эмерсон, Стерлинг Бомон | 3, 4, 5, 6       | 2                    | 3.20, 4.09, 5.12, 6.07                                           |  |
| Бен — блестящий манипулятор и лидер Других. Всю жизнь действовал в интересах Острова, верил, что призван быть защитником Острова; однако, в конце сериала оказывается, что у него не было никакого предназначения. Выжившие берут его в плен и держат в бункере, который нашли Бун и Локк. Однако Майкл освобождает его, и взамен получает право вернуться вместе с сыном Уолтом домой. В финале четвёртого сезона Бен вынужден покинуть Остров после того, как перемещает его, а потом снова попадает на остров на рейсе 316 и остаётся там вместе с Хёрли и Десмондом. Бен чаще всех подвергался избиению на протяжении сериала. |                               |                  |                      |                                                                  |  |
| |                               |                  |                      |                                                                  |  |
| Фрэнк Лапидус | Джефф Фэйи                    | 6                | 4, 5                 | 4.02                                                             |  |
| Фрэнк Джей Лапидус — пилот, который изначально должен был управлять рейсом 815, но был отстранён из-за алкоголизма. Был выбран Аббадоном, чтобы стать частью команды, отправляющейся на Остров на корабле Kahana; он доставляет Дэниела, Майлза и Шарлотту на Остров на вертолёте и в конечном счёте помогает Десмонду и шестёрке Oceanic выбраться с Острова. В серии «316» он пилотирует рейс 316, на котором пятеро из шестёрки Oceanic и Бен Лайнус летят, чтобы вернуться на Остров. Фрэнку удаётся посадить самолёт на близлежащий остров со станцией «Гидра», но он покидает лагерь выживших вместе с Сун и уплывает на аутригере на главный Остров. После того, как подлодка затонула, Фрэнк остаётся жив, а позже улетает в качестве пилота на рейсе Ajira 316. |                               |                  |                      |                                                                  |  |
| |                               |                  |                      |                                                                  |  |
| Клер Литтлтон | Эмили де Рэвин                | 1, 2, 3, 4, 6    | 5                    | 1.10, 2.15, 3.12                                                 |  |
| Клер рожает на Острове мальчика и постепенно развивает отношения с Чарли. Также Клер — единокровная сестра Джека. Она не знает этого, а Джек понимает это после того, как покидает Остров и встречается с её матерью. Позже мы видим Клер с её отцом в хижине Джейкоба. Последние три года на острове она жила одна, считая своим другом дымового монстра и расставляя ловушки на Других, потому что она уверена, что её сына похитили именно они. Позже улетает на Ajira 316. |                               |                  |                      |                                                                  |  |
| |                               |                  |                      |                                                                  |  |
| Уолтер «Уолт» Ллойд | Малкольм Дэвид Келли          | 1                | 2, 3, 4, 5           | 1.14                                                             |  |
| Уолт — школьник, похищенный на Острове Другими, которые утверждают, что он «особенный». Его спасает из плена отец, и после этого Уолт живёт с бабушкой в Нью-Йорке. |                               |                  |                      |                                                                  |  |
| |                               |                  |                      |                                                                  |  |
| Джон Локк | Терри О’Куинн                 | 1, 2, 3, 4, 5, 6 | —                    | 1.04, 1.19, 2.03, 2.17, 3.03, 3.13, 3.19, 4.11, 5.07, 6.04       |  |
| После того, как во время катастрофы Остров излечивает его паралич, Локк осуществляет свою мечту стать охотником. Джон Локк — это также имя философа. Будучи человеком веры, он верит, что связан с Островом особенным образом, что приводит к его стычкам с человеком науки — Джеком. Будучи «избранным», Локк становится новым лидером Других в конце четвёртого сезона. Впоследствии Бен убивает Локка в скором времени после отбытия того с Острова. Затем его тело возвращается на Остров с большинством тех, кто его покинул. После новой катастрофы сначала кажется, что Локк ожил, однако впоследствии оказывается, что настоящий Локк мёртв, а под его видом действует дымовой монстр, противостоящий Джейкобу. |                               |                  |                      |                                                                  |  |
| |                               |                  |                      |                                                                  |  |
| Шарлотта Стейплз Льюис | Ребекка Мэйдер                | 4, 5             | 6                    | 4.02                                                             |  |
| Шарлотта — антрополог, нанятая Чарльзом Уидмором для поездки на Остров. Майлз предположил, что она уже была на Острове раньше, и она решает остаться, когда появляется возможность покинуть его. Впоследствии она умирает из-за болезненных эффектов перемещений Острова сквозь время и признаётся, что родилась на Острове, а её родители были членами DHARMA Initiative. |                               |                  |                      |                                                                  |  |
| |                               |                  |                      |                                                                  |  |
| Кэтрин Энн «Кейт» Остин | Эванджелин Лилли              | 1, 2, 3, 4, 5, 6 | —                    | 1.03, 1.12, 1.22, 2.09, 3.06, 3.15, 4.04, 5.04, 5.11, 6.03       |  |
| После убийства своего грубого отчима (позже выясняется, что он её настоящий отец), Кейт пускается в бега и в итоге оказывается схваченной федеральным маршалом в Австралии. На Острове Кейт влечёт и к Джеку, и к Сойеру, с которым у неё происходит недолгий роман. После спасения с Острова, её судят за убийство, но затем предлагают крайне выгодное соглашение о признании вины, которое не предполагает тюремный срок. Она обручается с Джеком и воспитывает сына Клер Аарона как своего собственного, выдавая себя за его биологическую мать. Перед тем, как Сойер выпрыгнул из вертолёта, который должен был доставить обоих в безопасное место, Джеймс прошептал на ухо Кейт что-то, что она не сказала Джеку. Его ревность привела к окончанию их отношений. Она отказывается возвращаться на Остров, но затем меняет своё мнение. Она прибывает на Остров в 1977 год и вступает в DHARMA Initiative вместе с Джеком и Хёрли. В итоге она улетает с острова на рейсе 316. |                               |                  |                      |                                                                  |  |
| |                               |                  |                      |                                                                  |  |
| Пауло | Родриго Санторо               | 3                | —                    | 3.14                                                             |  |
| Пауло помогает Никки убить телепродюсера из-за его бриллиантов. Он проводит своё время на Острове с Никки в поисках драгоценностей. Его принимают за мёртвого и закапывают живьём на острове после того, как его парализовало от укуса паука. |                               |                  |                      |                                                                  |  |
| |                               |                  |                      |                                                                  |  |
| Чарли Пэйс | Доминик Монаган               | 1, 2, 3          | 4, 6                 | 1.07, 1.15, 2.12, 3.21                                           |  |
| Чарли — рок-музыкант и бывший участник группы одного хита — справляется на Острове с героиновой зависимостью и заботится о Клер и её ребёнке. Он тонет на станции Зеркало, пытаясь помочь выжившим связаться с внешним миром. |                               |                  |                      |                                                                  |  |
| |                               |                  |                      |                                                                  |  |
| Хьюго «Хёрли» Рейес | Хорхе Гарсия                  | 1, 2, 3, 4, 5, 6 | —                    | 1.18, 2.04, 2.18, 3.10, 4.01, 5.02, 6.12                         |  |
| Выиграв лотерею с помощью чисел, Хёрли страдает от хронических неудач. Он остаётся оптимистом на Острове, но, покинув его, попадает в лечебницу из-за психического расстройства, включающего постоянные галлюцинации, в частности, Чарли. В итоге он остаётся главным на острове и берёт себе в помощники Бена. |                               |                  |                      |                                                                  |  |
| |                               |                  |                      |                                                                  |  |
| Шеннон Рутерфорд | Мэгги Грейс                   | 1, 2             | 3, 6                 | 2.06                                                             |  |
| Шеннон — преподаватель балета и сводная сестра Буна. На острове она заводит отношения с Саидом. В неё случайно выстрелила и убила Ана-Люсия. |                               |                  |                      |                                                                  |  |
| |                               |                  |                      |                                                                  |  |
| Элизабет «Либби» Смит | Синтия Уотрос                 | 2                | 4, 6                 | —                                                                |  |
| Либби — выжившая из хвостовой части. До падения рейса 815, она встретила Десмонда и подарила ему яхту её мужа для кругосветной регаты, что в итоге привело Десмонда к крушению на Острове. Также выясняется, что она была пациентом той же психиатрической лечебницы и в то же время, что и Хёрли. На Острове они влюбляются друг в друга. Когда Майкл убивает Ану-Люсию, Либби, пришедшая в бункер, окликает его, в результате чего, Майкл от испуга случайно ранит ее в живот. Позже, несмотря на усилия Джека, Либби умирает. |                               |                  |                      |                                                                  |  |
| |                               |                  |                      |                                                                  |  |
| Майлз Стром | Кен Люн                       | 4, 5, 6          | —                    | 4.02, 5.13                                                       |  |
| Майлз — медиум, нанятый Чарльзом Уидмором для поездки на Остров. Вероятно, может говорить с мертвецами. Он самый дерзкий и язвительный из прибывших на корабле Kahana, за что удостоился от Хёрли сравнения с Сойером. В пятом сезоне выясняется, что его отец — Пьер Чанг. Позже он улетает на Ajira 316. |                               |                  |                      |                                                                  |  |
| |                               |                  |                      |                                                                  |  |
| Дэниел Фарадей | Джереми Дэвис                 | 4, 5             | 6                    | 4.02, 5.14                                                       |  |
| Фарадей — физик, нанятый для поездки на Остров Чарльзом Уидмором. Вначале он заявляет, что прибыл, чтобы спасти выживших с рейса 815, но это оказывается неправдой. Многое связывает Фарадея с Десмондом — последний навещал его в университете Оксфорда во время флешбэка во времени. Позже, когда Бен переместил Остров, Дэниел перемещается назад во времени и заходит в бункер к Десмонду, чтобы сказать, как спасти Остров. Несмотря на то, что он соврал насчёт спасения выживших, Дэниел в итоге перевозит некоторых из них, включая Сун и Джина, на корабль Kahana. Он влюблён в Шарлотту и является сыном Элоизы Хоукинг, смотрительницы станции DHARMA Initiative под названием «Фонарь», и Чарльза Уидмора. Дэниела убивает его же собственная мать в 70-х годах. |                               |                  |                      |                                                                  |  |
| |                               |                  |                      |                                                                  |  |
| Никки Фернандес | Киле Санчес                   | 3                | —                    | 3.14                                                             |  |
| Никки — актриса, вместе с Пауло убившая телепродюсера из-за его бриллиантов. Когда они оказываются на Острове, они проводят время в поисках драгоценных камней, пропавших во время катастрофы. Она девушка Пауло, и её также принимают за мёртвую и хоронят заживо, после того, как её парализует укус паука. |                               |                  |                      |                                                                  |  |
| |                               |                  |                      |                                                                  |  |
| Джеймс «Сойер» Форд | Джош Холлоуэй                 | 1, 2, 3, 4, 5, 6 | —                    | 1.08, 1.16, 2.13, 3.04, 5.08, 6.08                               |  |
| Джеймс — мошенник, ставший сиротой в детстве. Отец Джеймса убил его мать и застрелился сам после того, как у матери обманом выманил все их деньги человек по фамилии Сойер. Псевдоним Сойер — единственное, что Джеймс знал об этом человеке, он взял его себе и стал обманывать разных женщин на сотни тысяч долларов. От Кэссиди Филлипс, которую он полюбил, у него есть дочь Клементина, с которой он никогда не встречался. Он прилетел в Австралию, чтобы убить человека, которого он считал настоящим Сойером, но он ошибся и убил невиновного, а в баре встретился с Кристианом — отцом Джека Шепарда. На Острове его поначалу недолюбливали за асоциальное поведение и за его привычку давать клички другим выжившим, но он увлекся Кейт и впоследствии установил с остальными дружеские отношения, несмотря на суровый нрав. Когда Локк переместил Остров, оставшиеся выжившие оказались в 1970-х, а Сойер присоединился к DHARMA Initiative под именем Джеймс ЛаФлёр и стал начальником безопасности благодаря его способности общаться с неприятелем (Другими). Он влюбился в Джульет, и они жили вместе три года спустя. В итоге он улетел на рейсе 316.                       |                               |                  |                      |                                                                  |  |
| |                               |                  |                      |                                                                  |  |
| Десмонд Дэвид Хьюм | Генри Йен Кьюсик              | 3, 4, 5, 6       | 2                    | 2.23, 3.08, 3.17, 4.05, 5.03, 6.11                               |  |
| Десмонд терпит кораблекрушение на Острове во время кругосветной регаты и живёт в бункере три года до встречи с выжившими с рейса 815. В начале третьего сезона у Десмонда появляется способность видеть отрывки из грядущих событий, большинство которых связано со смертью Чарли. Он покидает Остров вместе с Шестёркой Oceanic в финале четвёртого сезона и воссоединяется со своей девушкой Пенелопой Уидмор. Они называют своего сына Чарли. Хьюм назван в честь философа эпохи Просвещения Дэвида Хьюма. В итоге он остаётся на острове вместе с Беном и Хёрли. |                               |                  |                      |                                                                  |  |
| |                               |                  |                      |                                                                  |  |
| Джек Шепард | Мэттью Фокс                   | 1, 2, 3, 4, 5, 6 | —                    | 1.05, 1.11, 1.20, 2.01, 2.11, 3.01, 3.09, 3.22, 4.10, 5.06, 6.05 |  |
| Джек — спинальный хирург и самопровозглашенный лидер выживших. У него были сильные разногласия с отцом. На Острове у него появляются чувства к Кейт, позже начинает симпатизировать Джульет. После того, как шестеро выживших выбрались с Острова, некоторое время Джек живёт с Кейт и Аароном, но после неудавшейся помолвки становится наркозависимым, начинает много пить (хотя в прошлом называл отца алкоголиком и корил его за это) и пытается совершить самоубийство, потому что очень хочет вернуться на Остров, уверовав, что это его предназнаение. Джек стал новым хранителем острова, после того как Джейкоб посвятил его в эту должность. Когда ему пришлось сражаться с Человеком в Чёрном, Джек убил его, но был смертельно ранен. Он завещал Хёрли хранение Острова и сам исправил всё в «сердце» Острова. Из-за потери крови Джек умер в бамбуковой роще, где очнулся в самой первой серии и при падении Ajira 316. Умирая, он увидел, как его друзья улетели с Острова, а рядом был лабрадор Уолта Винсент. |                               |                  |                      |                                                                  |  |
| |                               |                  |                      |                                                                  |  |
| Мистер Эко | Адевале Акиннуойе-Агбадже     | 2, 3             | —                    | 2.10, 2.21, 3.05                                                 |  |
| Бывший нигерийский наркобарон, вынужденно ставший священником. Мистер Эко оказывается на Острове вместе с выжившими из хвостовой части. После того, как в первую ночь на Острове он убил двоих людей из «Других», напавших на лагерь выживших, он в течение сорока дней не произносит ни слова. Прибыв в лагерь выживших из центральной части, Эко становится одним из тех, кто нажимает на кнопку в бункере. Вместе с Чарли он начинает строить церковь, но прекращает это, когда его одолевает страсть к бункеру, кнопке, и «спасению мира каждые 108 минут». Его посещает призрак младшего брата Йеми, севшего вместо Эко в самолёт Beechcraft, ранее упавший на Острове и обнаруженный Локком и Буном. Эти видения приводят Эко и Локка к обнаружению станции Жемчужина. Мистер Эко неоднократно сталкивается в джунглях с дымовым монстром, который в итоге и убивает его. |                               |                  |                      |                                                                  |  |
| |                               |                  |                      |                                                                  |  |

## Второстепенные персонажи

### Выжившие с рейса 815
| Аарон Литтлтон | Разные; Уильям Бланшетт (в 3-летнем возрасте) | 1, 2, 3, 4, 5, 6    |  |
| Аарон — ребёнок, родившийся на Острове. Сын Клер Литтлтон и её бойфренда Томаса, внук Кристиана Шепарда и Кэрол Литтлтон, по материнской линии приходится племянником Джеку и является внучатым племянником Линдси (тётя Клер). Перед тем, как попасть на остров, Клер намеревалась отдать Аарона на усыновление, но крушение самолёта помешало ей это сделать. Аарон рос на острове, почти все выжившие помогали Клер: смотрели за ним, кормили, гуляли. Больше всех помогал Чарли. Перед осуществлением своей роковой миссии на подводной станции «Зеркало» Чарли вёл себя, как отец Аарона и передал ему фамильное кольцо. По неизвестной причине Клер оставила Аарона одного в джунглях, когда возвращалась из Казарм после нападения наёмников с корабля. Сойер принёс его в лагерь на пляже и отдал Сун и Кейт. Спасшись вместе с ними на вертолёте, Аарон стал одним из шестёрки Ошеаник, а Кейт представила его как собственного сына. Некоторое время Кейт и Джек растили Аарона совместно, но затем они разорвали отношения и Кейт одна жила с Аароном в Калифорнии. Решив вернуться на Остров и найти Клер, Кейт отдала Аарона Кэрол Литтлтон. Более пятидесяти светловолосых голубоглазых малышей — и мальчиков, и девочек — «играли» Аарона в первых трёх сезонах. |                                               |                     |  |
| |                                               |                     |  |
| Лесли Арцт | Дэниел Робук                                  | 1, 3, 6             |  |
| Доктор Лесли Арцт — один из выживших, летевших в центральной части самолёта рейса Ошеаник 815. До острова — преподаватель биологии в институте. Помог Клер погрузить багаж в самолёте. Он пребывает на Острове вместе с пассажирами центральной части и хранит коллекцию местной фауны во множестве баночек. Из всех выживших он хорошо относился к Майклу, Никки и Хёрли, остальных недолюбливал. Арцт жалуется на то, что ни Джек, ни Локк не берут его с собой, и в итоге присоединяется к ним в походе к Чёрной скале. Он по иронии судьбы погибает от взрыва динамита в его руке, когда объясняет Джеку, Локку, Кейт и Хёрли, как нужно безопасно обращаться со взрывчаткой. |                                               |                     |  |
| |                                               |                     |  |
| Винсент | Мэдисон и Поно                                | 1, 2, 3, 4, 5, 6    |  |
| Винсент — пёс породы палевый лабрадор ретривер. Единственное животное-пассажир рейса 815. Его первый хозяин — Брайан Портер, приёмный отец Уолта. После смерти матери Уолта — Сьюзан, Майкл забрал Винсента для Уолта, без согласия Брайана. Во время полёта Винсент, предположительно, находился в багажном отсеке. Перед тем как сесть на плот, Уолт поручает заботу о нём Шеннон, которая выполняет его поручение, пока её не убивают. Позже он виден вместе с Сун. А в финале пятого сезона Винсента находят Сойер, Кейт и Джульет в джунглях, где он жил с Бернардом и Роуз. |                                               |                     |  |
| |                                               |                     |  |
| Стив Дженкинс и Скотт Джексон | Кристиан Боуман и Дастин Уотчман              | 1, 2, 3, 4          |  |
| Стив Дженкинс и Скотт Джексон — выжившие из фюзеляжа. Их регулярно путают друг с другом, даже после того, как одного из них (Скотта) убивает в первом сезоне Итан. В четвёртом сезоне Стив, вместе с несколькими пассажирами отправляется на корабль на резиновой лодке, однако им приходится вернуться из-за перемещений Острова. После этого, Стив, предположительно погиб от атаки горящими стрелами или позже был убит Другими. |                                               |                     |  |
| |                                               |                     |  |
| Эдвард Марс | Фредрик Лене                                  | 1, 2, 3, 6          |  |
| Эдвард Марс — американский маршал (пристав), помешанный на поимке Кейт. Их игра в кошки-мышки, длившаяся несколько лет, закончилась, когда Марс сумел-таки арестовать Кейт в Австралии. На рейсе 815 он конвоировал её в США, когда самолёт потерпел катастрофу, Марс получает травму головы от упавшего кейса и ранение живота от куска металла. Джек пытается спасти его, но понимает, что без должных лекарств его выживание маловероятно. Сойер, из жалости, стреляет Марсу в сердце, но промахивается и попадает ему в легкое. В результате этого, Джеку приходиться усыпить Марса. |                                               |                     |  |
| |                                               |                     |  |
| Нил «Фрогурт» | Шон Уэйлен                                    | 5, 6                |  |
| Имя Нила впервые упоминается, когда Бернард пытается выложить на пляже из камней знак SOS. Первый раз он появляется на экране в мобизоде «Хёрли и Фрогурт». В сериале он появляется в первой серии пятого сезона. Он находится на лодке Зодиак вместе с Фарадеем, когда Остров перемещается. Его убивают в 1954 году, когда горящая стрела попадает ему в грудь. |                                               |                     |  |
| |                                               |                     |  |
| Сет Норрис | Грег Гранберг                                 | 1, 4, 6             |  |
| Сет Норрис — пилот самолёта и единственный выживший из людей, летевших в головной части самолёта рейса 815. Его, тяжелораненного, нашли в кабине авиалайнера Джек, Кейт и Чарли на второй день после катастрофы. Передав им трансивер, они слышат звук снаружи и Сет высовывает голову через лобовое стекло, но его вытаскивает и убивает Черный дым. |                                               |                     |  |
| |                                               |                     |  |
| Бернард Нэдлер | Сэм Андерсон                                  | 1, 2, 3, 4, 5, 6    |  |
| Американский дантист, доктор Бернард Нэдлер женится на Роуз Хендерсон менее чем за год до катастрофы. Он падает с пассажирами хвостовой части, но присоединяется к выжившим из фюзеляжа во втором сезоне. Бернард остаётся с большей частью группы, когда прибывает часть команды с корабля. Он единственный выживший из хвостовой части, не похищенный Другими и не убитый. |                                               |                     |  |
| |                                               |                     |  |
| Роуз Нэдлер | Л. Скотт Колдуэлл                             | 1, 2, 3, 4, 5, 6    |  |
| Женщина из Бронкса, штат Нью-Йорк, смертельно больная раком, Роуз Хэндерсон-Нэдлер выходит замуж за Бернарда менее чем за год до катастрофы. Она живёт с пассажирами из центральной части и воссоединяется с Бернардом во втором сезоне. Она предпочитает вернуться на пляж в начале четвёртого сезона, когда выжившие связываются с кораблём. |                                               |                     |  |
| |                                               |                     |  |
| Гэри Трауп | Лэрд Грейнджер и Фрэнк Торрес                 | The Lost Experience |  |
| Гэри Трауп — житель Нью-Йорка и автор романа Зловещий близнец. Гэри — любовник Синди Чендлер. Он погибает, когда его засасывает в турбину сразу после падения самолёта. Позже его книгу читает Сойер. |                                               |                     |  |
| |                                               |                     |  |
| Синди Чендлер | Кимберли Джозеф                               | 1, 2, 3, 6          |  |
| Синди Чендлер — австралийская стюардесса Oceanic Airlines, встречается с пассажиром рейса 815 Гэри Траупом. Она была в хвосте рейса 815, когда он потерпел крушение, и пропала без вести, когда пассажиры хвостовой части самолёта шли через Остров, чтобы присоединиться к другому лагерю выживших. Похоже, она живёт с Другими, как и прочие захваченные ими люди. Находясь у Других, Синди присматривает за Заком и Эммой, двумя детьми, которые также были украдены Другими. |                                               |                     |  |
| |                                               |                     |  |
| Эмма и Зак | Кирстен Хэвлок и Микки Гро                    | 2, 3, 6             |  |
| Эмма и Зак — брат и сестра из хвостовой части самолёта, дети-сироты, живущие под опекой Других после похищения. |                                               |                     |  |
| |                                               |                     |  |

### Другие
| Алекс Руссо | Таня Реймонд                    | 2, 3, 4, 5, 6 |  |  |
| Александра — дочь Руссо, похищенная Беном за 16 лет до катастрофы рейса 815 и воспитанная им. Алекс неоднократно помогала выжившим сбежать и впоследствии присоединилась к ним в конце третьего сезона. Она встречалась с Карлом, но Бен пытался их разделить, потому что она бы умерла, если бы забеременела. Алекс была застрелена Кими на глазах у Бена. |                                 |               |  |  |
| |                                 |               |  |  |
| Алдо | Роб Макэлхенни                  | 3, 6          |  |  |
| Алдо — охранник на острове Гидра, который был поставлен на охрану здания где находилась комната 23, куда был посажен Карл Мартин. Когда Алекс, Сойер и Кейт пришли к зданию, Алдо не поверил их истории о том, что это Бен послал их сюда, в результате чего был оглушен Кейт. Спустя три года, Алдо переселяется в Храм и все еще таит обиду на выживших, не в силах простить Кейт ее подлый удар. Вместе с еще одним Другим — Джастином, Алдо отправляется с Кейт и Джином на поиски Сойера, однако она оглушает обоих и уходит. Позже, они ловят Джина, но Алдо застреливает внезапно появившаяся Клэр, когда он уже хочет убить пленника. |                                 |               |  |  |
| |                                 |               |  |  |
| Айван | Тедди Уэллс                     | 2, 3          |  |  |
| Один из немногочисленных медицинских работников у Других. Впрочем, также участвовал в нападении на яхту Десмонда и захвату выживших, приведенных Майклом в обмен на сына. Позже, был направлен на остров Гидра, где помогал Джеку и Джульет оперировать Бена, однако после саботажа, устроенного Джеком и побега Кейт и Сойера, Айван освободил запертых в клетке Джейсона и Дэнни, отправившись с ними на поиски беглецов. Позже, Айван был отобран Прайсом для участия в набеге на лагерь, но погиб от взрыва заминированной палатки, когда Саид выстрелил в динамит. |                                 |               |  |  |
| |                                 |               |  |  |
| Михаил Бакунин | Эндрю Дивофф                    | 3, 6          |  |  |
| Михаил Бакунин — один из Других, жил и работал на станции «Пламя». По его собственным словам, вырос в Киеве и вступил в советскую армию, участвовал в войне в Афганистане, где потерял правый глаз. После распада СССР жил и работал во Владивостоке. В двадцать четыре года Михаил наткнулся на объявление в газете с заголовком — «Хотите ли вы спасти мир?», и был завербован Джейкобом. Около 1993 года он прибыл на Остров. После падения рейса 815 Михаил получил от Бена задание собрать информацию о пассажирах самолёта. В третьем сезоне Локк, Саид и Кейт нашли его и взяли в плен. Ему удалось выбраться, и позже Бен посылает его на станцию «Зеркало» разобраться с Чарли и Десмондом. От последнего он получает выстрел гарпуном в грудь, но выживает и подплывает к окну диспетчерской, взрывая её с помощью ручной гранаты и убивая при этом и себя, и Чарли. |                                 |               |  |  |
| |                                 |               |  |  |
| Грета и Бонни | Лана Паррия и Трейси Миддендорф | 3             |  |  |
| Две девушки, которые втайне от Других были отправлены Беном на станцию «Зеркало», чтобы следить за сигналами, которые идут с Острова и глушатся на станции. Когда туда прибывает Чарли, девушки связывают его и сообщают Бену, но тот, боясь, что они расскажут пленнику что-либо важное или что их тайная миссия перестала быть таковой, отправил на станцию Михаила. Он убивает Грету и тяжело ранит Бонни, но она перед смертью успевает сообщить Чарли и Десмонду код для отключения глушилок. |                                 |               |  |  |
| |                                 |               |  |  |
| Джейкоб | Марк Пеллегрино, Кентон Дьюти   | 5, 6          |  |  |
| Джейкоб — главный авторитет для Других, нестареющий, как и Ричард. Он был на Острове ещё до того, как сюда прибыла Чёрная скала. Из его разговора с ещё одним обитателем Острова — неким конкурентом Джейкоба — выясняется, что Джейкоб здесь намного дольше; именно благодарю ему Ричард не стареет. Конкурент Джейкоба на Острове ищет возможность убить его, чего сам сделать не может. Джейкоб много раз покидал Остров и встречался со многими выжившими в разные моменты их жизни. «Другие», за исключением их лидера, не общаются с Джейкобом. Сначала становится известно, что Джейкоб живёт в хижине, которая, похоже, передвигается и видима не для всех, но с тех пор это было опровергнуто, и долгое время Джейкоб жил под четырёхпалой статуей (хотя предполагается, что когда-то он всё-таки жил в хижине). Бен первоначально заявляет, что может слышать и видеть Джейкоба, однако Локк понимает, что это ложь в серии «Следуй за лидером». Локку однажды удалось недолго слышать Джейкоба, но тот факт, что он больше не живёт в хижине, заставляет сомневаться, действительно ли это был именно Джейкоб. Позже, Кристиан Шепард говорит с Локком, как он утверждает, от лица Джейкоба. Конкурент Джейкоба, в обличии Локка, заставляет Бена зарезать Джейкоба, после чего сталкивает его в огонь. |                                 |               |  |  |
| |                                 |               |  |  |
| Джейсон | Аристон Грин                    | 3             |  |  |
| Один из охранников, помогавший Пиккетту и Прайсу. Участвовал в поисках сбежавших Сойера и Кейт. Был отобран для участия в набеге на лагерь выживших, которое провалилось, однако Джейсон, Том и Прайс взяли в заложники троих выживших. Когда им на помощь пришли Сойер и Джульет, а Херли сбил Прайса фургоном, Саид повалил на землю зазевавшегося Джейсона и сломал ему шею ногами. |                                 |               |  |  |
| |                                 |               |  |  |
| Доген | Хироюки Санада                  | 6             |  |  |
| Доген — один из Других, находившихся в Храме, когда туда привели Джека, Хёрли, Джина и Кейт, и, по-видимому, возглавляет эту группу. До острова — удачливый бизнесмен. Имел двенадцатилетнего сына, но как-то раз они попали в аварию, Доген выжил, а сын был в тяжёлом состоянии. К нему приходит Джейкоб и говорит, что вылечит его сына, но Доген должен будет уехать на остров и не видеться с сыном, Доген вынужден согласиться. Он говорит на японском, но знает английский. По словам Леннона, ему не нравится вкус английских слов и поэтому он использует переводчика. Когда к нему привели выживших, он приказал казнить их. Однако, прочитав записку Джейкоба, которая находилась внутри анкха, он изменил своё решение и разрешает отнести раненного Саида к лечебному источнику. Доген, похоже, не раз проводил эту церемонию и был удивлён красным цветом воды и безжизненным телом Саида, когда того вынули оттуда. Получив известие о смерти Джейкоба, он тут же приказывает занять оборону. Кажется, что Доген ожидал подобного развития событий или у него были чёткие инструкции на этот счёт. Позднее пытается отравить Саида, но у него не выходит, он рассказывает Джеку, что тот «одержим». Через несколько дней Саид убивает Догена.                                                       |                                 |               |  |  |
| |                                 |               |  |  |
| Карл Мартин | Блейк Башофф                    | 3, 4          |  |  |
| Карл — молодой человек, один из Других; о его происхождении ничего не известно. Он любит Алекс, которая является приёмной дочерью Бена. Тот против этих отношений и всячески пытается разлучить влюблённых. По его словам, он боится, что Алекс забеременеет и погибнет, так как беременные не выживают на Острове. Поэтому Карл и Алекс сбегают от Других и присоединяются к лагерю выживших. Когда к острову подходит подозрительный корабль, он вместе с Алекс и её матерью Руссо, по просьбе Бена отправляется в Храм, по пути в который в них стреляют люди Мартина Кимми. В Карла попадают несколько пуль, которые оказываются для него смертельными. Его тело находят Сойер, Клер и Майлз. |                                 |               |  |  |
| |                                 |               |  |  |
| Мэттью | Дастин Гейджер                  | 2, 3          |  |  |
| Один из Других, который, предположительно, имел небольшие познания в медицине. Был участником группы, доставившей Майкла в фальшивую деревню Других, а также присутствовал при нападении группы Коллин Пиккетт на яхту Десмонда. Вместе с Джейсоном усмирял пленненого Сойера, пытаясь сделать ему укол успокоительного. Был отобран Прайсом для нападения на лагерь выживших, но не погиб от взрывов, так как Джин промахнулся, не попав по динамиту. Мэттью увидел его, но тут же был застрелен им в грудь. |                                 |               |  |  |
| |                                 |               |  |  |
| Беатрис Клу | Эйприл Грэйс                    | 2, 3          |  |  |
| Беатрис Клу, более известная как Би, — одна из Других. У неё были примерно те же полномочия, что и у Тома. Посещает Майкла во время его насильного пребывания с Другими и присутствует, когда они берут в плен Джека, Кейт и Сойера. В третьем сезоне она оказывается обнаружена Саидом, Локком и Кейт на станции «Пламя» и заставляет Михаила убить её, чтобы не стать пленницей выживших. |                                 |               |  |  |
| |                                 |               |  |  |
| Дэнни Пиккетт | Майкл Боуэн                     | 2, 3          |  |  |
| Дэнни Пиккетт — жестокий Другой, присматривающий за Кейт и Сойером, когда они находятся в плену. Он был женат на ещё одной Другой — Коллин — пока Сун не убила её. В ярости, Пиккетт вымещает свою злость на Сойере, и затем пытается убить его, когда вмешивается Джульет и убивает Пиккетта. |                                 |               |  |  |
| |                                 |               |  |  |
| Леннон | Джон Хоукс                      | 6             |  |  |
| Леннон — один из Других, находившихся в Храме, когда туда привели выживших. Он выступает как переводчик Догена, но не полностью подчиняется ему. Так Леннон сам вкратце рассказывает Хёрли содержание записки Джейкоба, находящейся внутри анкха. Он принимает активное участие в руководстве оборонительными действиями внутри Храма и объясняет Хёрли, что пепел нужен не для того, чтобы удержать их внутри, а чтобы не пустить внутрь его — врага Джейкоба — дымового монстра. После того как Саид убил Догена, араб перерезал горло Леннону. |                                 |               |  |  |
| |                                 |               |  |  |
| Люк | Джоа Були                       | 3             |  |  |
| Охранник, направленный на остров Гидра для помощи в охране пленных выживших, где вместе с Дэнни патрулировал каменоломню. Когда Сойер учинил драку, с целью проверить силу охраны, Люку почти удалось одолеть его, из-за чего Сойер пришел к выводу, что он обладает какими-то навыками ведения боя. Люк был отобран для нападения на лагерь и стал свидетелм смерти некоторых свои товарищей от взрыва палатки. После того, как его напарника Мэттью убил Джин, Люк попытался ответить, но промахнулся и также был застрелен им. |                                 |               |  |  |
| |                                 |               |  |  |
| Райан Прайс | Брайан Гудман                   | 3             |  |  |
| Один из важных людей у Других, исполнявший роль начальника охраны, которую он получил после убийства Дэнни Пиккетта. Был назначен на роль лидера группы, для нападения на лагерь выживших, которое провалилось из-за Джульет. Однако Райану, Тому и Джейсону удалось захватить Бернарда, Саида и Джина в заложники. Когда Сойер и Джульет пришли на помощь своим друзьям, к лагерю, внезапно, на фургоне DHARMA приезжает Херли, который сбивает Райана насмерть. |                                 |               |  |  |
| |                                 |               |  |  |
| Итан Ром | Уильям Мэйпотер                 | 1, 2, 3, 5, 6 |  |  |
| Доктор Итан Ром выдавал себя за выжившего из фюзеляжа, пока не был разоблачён Хёрли, после чего он похитил Клер и Чарли. Он предпринимает неудачную попытку убить Чарли и уводит Клер на станцию «Посох», где он проводит тесты на её неродившемся ребёнке и вживляет прибор, который может влиять на её самочувствие. Чарли убивает Итана в серии «Ультиматум». Позже, когда Джульет, Сойер и остальные присоединились к DHARMA Initiative после перемещения в 1970-е, Джульет помогает родиться ребёнку Эми и Горация — и затем Эми говорит, что назвала своего сына Итан. |                                 |               |  |  |
| |                                 |               |  |  |
| Гудвин Стэнхоуп | Бретт Каллен                    | 2, 3, 4       |  |  |
| Гудвин был женат на психиатре Других — Харпер Стэнхоуп. Сам он работал на станции «Буря». Однажды он стал свидетелем того, как Джульет не смогла спасти свою пациентку, и решил утешить её. У них завязался роман, о котором было известно его жене, причём та считала, что это может быть опасным для мужа, так как Джульет также привлекала и Бена. Через несколько секунд после крушения рейса 815 в небе над Островом Бен поручает Гудвину внедриться в ряды пассажиров из хвостовой части и составить их список. Спустя несколько дней Ана-Люсия выясняет, что Гудвин является шпионом, и убивает его. Первыми его тело увидели Джин и Мистер Эко, позже оно было обнаружено Томом и Пиккеттом, о чём последние доложили Бену. Бен привёл туда Джульет и признался, что знал, что Гудвин может умереть, когда отправлял его на эту миссию. |                                 |               |  |  |
| |                                 |               |  |  |
| Харпер Стэнхоуп | Андреа Рот                      | 4             |  |  |
| Харпер Стэнхоуп — психоаналитик Других. Была замужем за Гудвином, но их отношения разладились из-за того, что у Гудвина был роман с Джульет Бёрк. Харпер появлялась только в одной серии — «Другая женщина». Встретилась с Джульет, когда та шла за Дэниелом и Шарлоттой к станции «Буря». |                                 |               |  |  |
| |                                 |               |  |  |
| Том Фрэндли | М. С. Гейни                     | 1, 2, 3, 4    |  |  |
| Том — один из Других. До финала второго сезона носит фальшивую бороду, когда выступает как посредник в разговоре с выжившими до похищения Джека, Кейт и Сойера. Позже уезжает с острова, находит Майкла и вербует его в качестве шпиона на корабле Kahana. Вернувшись на остров, был жестоко застрелен Сойером. |                                 |               |  |  |
| |                                 |               |  |  |

### Члены DHARMA Initiative
| Гораций Гудспид | Дуг Хатчисон                | 3, 4, 5       |  |  |
| Впервые появился в сериале, помогая Роджеру Лайнусу и его новорождённому сыну Бену. Затем, спустя несколько лет, предлагает Роджеру работу и в 1973 году встречает их с Беном на Острове. Неизвестно как Гораций связался с DHARMA Initiative, но в 70-х годах он является лидером на Острове, вплоть до 1977 года, когда Стюарт Радзинский, обвиняя Горация в излишней мягкости, берет управление проектом в свои руки. Гораций состоит в отношениях с Эми, сотрудницей DHARMA Initiative и имеет от неё сына — Итана, родившегося в 1977 году. Гораций Гудспид — один из самых мягких руководителей на Острове, что иногда оборачивается против него — см. конфликт с Радзинским. Гораций с холодной вежливостью ведёт переговоры с Ричардом Алпертом и уважает его мнение в спорах. Тем не менее, Гораций готов на жёсткие силовые меры в затяжном конфликте с Другими, чтобы сохранить проект DHARMA от посягательств беспокойных соседей. Гораций Гудспид погиб 19 декабря 1992 года, во время Чистки, которую устроили уроженцы Острова. |                             |               |  |  |
| |                             |               |  |  |
| Джеральд и Карен ДеГруты | Майкл Гилдэй и Кортни Лавин | 2             |  |  |
| Супруги ДеГрут — доктора наук из университета Мичигана, основатели проекта DHARMA. В 1970 году получили финансовую поддержку от Фонда Хансо. Загадочные основатели проекта ни разу не участвовали в событиях сериала, мелькая лишь на кадрах обучающих фильмов проекта DHARMA. |                             |               |  |  |
| |                             |               |  |  |
| Келвин Джо Инмен | Клэнси Браун                | 2             |  |  |
| Келвин Инмен служил в спецподразделении армии США во время войны в Персидском заливе. Именно он обучил Саида пытать людей, поручив ему выпытать информацию из бывшего командира Саида. Позже, до 1992 года (то есть до Чистки) Келвин присоединился к DHARMA Initiative и работал на станции «Лебедь». Он работал в паре со Стюартом Радзинским, до тех пор, пока последний не совершил самоубийство. Спустя некоторое время на Остров попадает Десмонд Хьюм, и Келвин, подобрав его на пляже, принёс на станцию, разъяснял порядок работы. Он внушал Десмонду, что следует вводить вакцину каждые девять дней, дабы не заразиться. Неизвестно когда Келвин узнал о том, что карантин — ложь, но он часто выходил на поверхность в защитном костюме, который снимал сразу при выходе, и тайно ремонтировал яхту Десмонда, которая уцелела при шторме. Однажды, Десмонд заметил что у Келвина порван костюм химзащиты, и проследовав за ним, увидел свою яхту. Келвин раскрыл ему свой план, по которому Десмонд должен был остаться на Острове и нажимать на кнопку — в приступе гнева Десмонд толкнул Келвина на уступ скалы и разбил ему голову, что привело Инмена к смерти.                                                                   |                             |               |  |  |
| |                             |               |  |  |
| Роджер Лайнус | Джон Гриз                   | 3, 5, 6       |  |  |
| Роджер Лайнус — отец Бенджамина Лайнуса, в DHARMA Initiative пришёл в 1973 году, получил должность «Разнорабочий», на которой и оставался вплоть до самой своей смерти в 1992 году. Погиб от рук собственного сына, в день его рождения, 19 декабря 1992 года, как и все прочие сотрудники проекта (за исключением Келвина Инмена и Стюарта Радзинского, находящихся на станции «Лебедь»). Его тело осталось в фургоне Volkswagen до тех пор, пока 12 лет спустя машину не обнаружил Хёрли в серии «Триша Танака мертва». |                             |               |  |  |
| |                             |               |  |  |
| Стюарт Радзинский | Эрик Ланж                   | 5             |  |  |
| Радзинский — глава исследований проекта DHARMA Initiative и, судя по всему, является главой всей научной работы, проводимой на Острове. В 1977 году он работал на станции станции «Пламя» и завершал проект станции «Лебедь», который начал в 1971 году. Узурпировал власть в DHARMA Initiative, после инцидента с ЛаФлёром. Именно Радзинский стал виновником Инцидента — чудовищного выброса электромагнитной энергии в месте будущего расположения станции «Лебедь». Несмотря на опасность, он продолжил бурить скважину, надеясь добуриться до кармана с электромагнитной энергией. На все разумные доводы прекратить работу он ответил: «Если бы Эдисон ничего не делал, мы бы до сих пор сидели в темноте». В результате произошла катастрофа и дестабилизация электромагнитной энергии (свою роль сыграли и бывшие пассажиры рейса 815). Годы спустя он будет жить на «Лебеде» и нажимать кнопку каждые 108 минут вместе с Келвином Джо Инменом. Скорее всего в наказание за то, что поставил под угрозу всех и вся, лишь бы завершить свой проект, связанный со станцией «Лебедь». Келвин утверждает, что Радзинский покончил с собой, засунув пистолет себе в рот. Стюарт и Келвин — единственные сотрудники проекта, пережившие Чистку. |                             |               |  |  |
| |                             |               |  |  |
| Алвар Хансо | Йен Патрик Уильямс          | 2             |  |  |
| Промышленный магнат, ранее торговавший оружием. Поняв, что мир на грани катастрофы, он прекратил торговлю оружием и спонсировал проект DHARMA с 1970 года по 1987. Он является загадочным лидером фонда Хансо. Хансо можно увидеть в сериале в фильме-ориентации в серии «Ориентация». Бортовой журнал корабля «Чёрная скала», доставшийся на аукционе Чарльзу Уидмору, также имеет отношение к семье Хансо. |                             |               |  |  |
| |                             |               |  |  |
| Пьер Чанг | Франсуа Шо                  | 2, 3, 4, 5, 6 |  |  |
| Учёный из фильмов-ориентаций DHARMA Initiative, который также известен под именами Марвин Кендл, Марк Викмунд и Эдгар Холливакс. Как непосредственный участник событий сериала появляется в пятом сезоне. Доктор Чанг курировал работы на станции «Орхидея», а также пытался остановить бурение кармана с энергией. Ему не удалось переубедить Радзинского. Именно он оказывается отцом Майлза. |                             |               |  |  |
| |                             |               |  |  |
| Эми | Рейко Эйлсворт              | 5             |  |  |
| Эми — член DHARMA Initiative, чей муж был убит Другими. Сойер и Джульет вмешались и спасли Эми жизнь. Три года спустя Эми замужем за Горацием Гудспидом и беременна его ребёнком. Когда во время родов возникают осложнения, Джульет приходится вмешаться и помочь родиться ребёнку, мальчику по имени Итан. |                             |               |  |  |
| |                             |               |  |  |
| Энни | Мадлен Кэрролл              | 3             |  |  |
| Девочка, дружившая с Бенджамином Лайнусом, когда они оба были детьми и жили в DHARMA Initiative во времена её расцвета. Продюсеры заявили, что Энни очень сильно повлияла на Бена и будет играть важнейшую роль в будущих сюжетных линиях. |                             |               |  |  |
| |                             |               |  |  |
| Фил | Патрик Фишлер               | 5             |  |  |
| Фил — член DHARMA Initiative. Работал охранником. Чрезвычайно амбициозен и дерзок, раскрыл ЛяФлера и вполне вероятно, мог бы занять его место, но планы Фила прервал инцидент на станции «Лебедь», во время которого он и погиб. |                             |               |  |  |
| |                             |               |  |  |

### Уидмор и наёмники
| Чарльз Уидмор | Алан Дэйл, Том Коннолли (17 лет), Дэвид С. Ли (40 лет) | 2, 3, 4, 5, 6 |  |  |
| Богатый британский промышленник. Уидмор является предшественником Бена на посту лидера Других и отцом Пенелопы Уидмор. Именно он был инициатором чистки DHARMA Initiative. Впоследствии, Уидмор был изгнан Беном, который в свою очередь заявляет, что Уидмор — враг людей на Острове. Он посылает корабль Kahana к Острову, чтобы найти и поймать Бена, но миссия проваливается. Уидмор не одобряет отношения Десмонда с его дочерью, однако позже говорит Десмонду, где найти Элоизу Хоукинг. Когда Сун проходит на Острове тест на беременность, на упаковке теста написано «Widmore Labs» (рус. «Лаборатории Уидмора»). Он продолжает активно искать Остров и пытается помочь Джону Локку воссоединить шестёрку Oceanic для возвращения на Остров. В эпизоде «Переменная величина» выяснилось, что Уидмор также является отцом Дэниела Фарадея. В 6-м сезоне вернулся на остров и после неудачных попыток расправиться с Человеком в Чёрном был убит Беном. |                                                        |               |  |  |
| |                                                        |               |  |  |
| Мэттью Аббадон | Лэнс Реддик                                            | 4, 5          |  |  |
| Мэттью Аббадон работал на Уидмора, «помогая людям оказаться там, где им положено быть». Благодаря ему Локк решился на Большой поход, что в итоге привело его на Остров. После катастрофы Мэттью нанимает Наоми, Майлза, Фарадея, Шарлотту и Лапидуса для поездки на Остров на корабле Kahana. Он посещает Хёрли в психиатрической лечебнице после спасения шестёрки Oceanic и пытается получить информацию о том, где остальные выжившие. Мэттью работает шофёром для Локка, после того, как тот покидает Остров, помогая ему убедить членов шестёрки Oceanic вернуться на Остров. Во время миссии Локка Бен убил Мэттью несколькими выстрелами из пистолета, утверждая, что Мэттью — «опасный человек». Аббадон — имя демона смерти. |                                                        |               |  |  |
| |                                                        |               |  |  |
| Капитан Гольт | Грант Боулер                                           | 4             |  |  |
| Гольт (имя неизвестно) — капитан корабля Kahana, посланного Уидмором для поисков Острова и Бенджамина Лайнуса. Вначале он кажется враждебным и не заслуживающим доверия, но позже он становится союзником Десмонда и Саида, предоставляя им лодку для перевозки выживших с Острова на корабль, когда он понимает, как далеко готов зайти Кими для поимки Бена. Он был застрелен Кими в серии «Отшельник». |                                                        |               |  |  |
| |                                                        |               |  |  |
| Наоми Доррит | Марша Томасон                                          | 3, 4, 5       |  |  |
| Наоми Доррит была наёмником, прибывшим с корабля. Нанята Мэттью Аббадоном, чтобы возглавить группу из четырёх человек с миссией на Острове. По приказу Чарльза Уидмора нашла и завербовала на корабль Майлза Строма. Спрыгнула с парашютом на Остров, так как не смогла посадить вертолёт, который пилотировала. Она упала на дерево в джунглях, с которого её сняли Десмонд, Чарли, Хёрли и Джин, но оказалось, что у неё пробито лёгкое и позже ей оказал помощь Михаил Бакунин. Когда появилась Наоми, Десмонд сначала принял её за свою девушку, Пенелопу Уидмор и был удивлён, когда на её месте обнаружил другую. Наоми прожила на острове семь дней (дни 86-93), помогая выжившим связаться с кораблем, пока Локк не бросил нож ей в спину, затем, спустя некоторое время она умерла. Перед смертью связалась с Джорджем Минковским и попросила передать её сестре, что она любит её. Это был условный код, означающий, что она находится под прицелом.  |                                                        |               |  |  |
| |                                                        |               |  |  |
| Зои | Шейла Келли                                            | 6             |  |  |
| Геофизик и правая рука Уидмора, которая прибыла с ним на остров Гидра на подлодке. Была руководителем научной команды. Впервые ее обнаружил Сойер, котором она соврала о том, кто она и кто убил всех выживших пассажиров с рейса 316, однако Сойер быстро ее раскусил и Зои перестала притворяться. Позже, когда Человек в черном перебил всю команду Уидмора, Зои и Чарльз спрятались в тайной комнате Бена, но тот выдал их местоположение. Найдя их, Человек в черном спросил у Зои кто она, но Уидмор приказал ей замолчать, в результате чего Человек в черном перерезал ей горло, аргументируя это тем, что она бесполезна. |                                                        |               |  |  |
| |                                                        |               |  |  |
| Омар Идрис | Энтони Азизи                                           | 4, 6          |  |  |
| Наемник из команды Кими. Предположительно, является правой рукой Мартина, так как часто находится рядом с ним, хоть они практически не общаются, предпочитая общение взглядами. Когда наемники попали в окружение Других, кто-то из них бросил в группу наемников гранату и Кими отбил ее ногой, но она приземлилась рядом с Омаром, убив его взрывом. Во флеш-сайдах, Омар также работает с Кими, когда они привозят Саида на разговор о его брате. Однако завязывается перстрелка, в результате которой, Омара случайно застреливает один из подручных Кими. |                                                        |               |  |  |
| |                                                        |               |  |  |
| Мартин Кими | Кевин Дюранд                                           | 4, 6          |  |  |
| Мартин Кими — командир отряда наёмных солдат с корабля Kahana и бывший морской пехотинец. Кими возглавляет на Острове команду по поиску Бена, убивая Карла и Даниэль Руссо и позже застреливая Алекс на глазах Бена. Впоследствии Кими поймал Бена и был заколот им до смерти. Его смерть привела ко взрыву на корабле, по-видимому убив многих людей. В 6-м сезоне появлялся во флеш-сайдах некоторых персонажей, там он работал на мистера Пайка, отца Сун. Его заданием, а также его напарника Омара, было убийство Джина, однако Кими и его подопечные были убиты Саидом, у брата которого Кими вымогал деньги. |                                                        |               |  |  |
| |                                                        |               |  |  |

### Другие персонажи
| Брэм | Брэд Уильям Хэнке                                                      | 5, 6             |  |  |
| Брэм — таинственный персонаж, который, по всей видимости, противостоит организации Уидмора. Он встречается с Майлзом в 2004 году и приглашает в свою команду. Брэм также оказывается на борту рейса 316 и неизвестным образом связан с Иланой. Они оба задают загадочный вопрос: «Что лежит в тени статуи?». В финале пятого сезона приходит с группой Иланы к Другим, рассказывая, что настоящий Джон Локк мёртв, а к Джейкобу пошёл самозванец. Был убит дымовым монстром в первой серии шестого сезона. |                                                                        |                  |  |  |
| |                                                                        |                  |  |  |
| Надья Джазим | Андреа Гэбриел                                                         | 1, 2, 3, 4, 5, 6 |  |  |
| Полное имя — Нур Абед Джазим. Надья — подруга детства Саида, она оказывается вовлечённой в заговор против Саддама Хуссейна. Её сажают в тюрьму и поручают Саиду допросить её, однако он устраивает ей побег. Она отправляется на Запад, и встречает на своём жизненном пути Чарли и Локка. Когда Саид выбирается с Острова, они наконец женятся, но вскоре после этого Надью убивают. Во флеш-сайдах она жена Омера, брата Саида, у них там двое детей. |                                                                        |                  |  |  |
| |                                                                        |                  |  |  |
| Энтони Купер | Кевин Тай                                                              | 1, 2, 3          |  |  |
| Энтони Купер — жестокий мошенник, биологический отец Джона Локка и человек, который кинул родителей Сойера, что привело к их смерти. Куперу удаётся уговорить Локка отдать ему свою почку перед тем, как бросить его. Позже он пытается возместить Локку причинённый ущерб, когда убеждает того помочь забрать его деньги из банковской ячейки. Позже Локк узнаёт об очередной афере отца, и Купер выталкивает Локка из окна восьмого этажа, что парализует Джона. Затем Купер загадочным образом оказывается на Острове, где Сойер убивает его из мести. Он назван в честь Энтони Эшли Купера, 1-го графа Шефтсбери, наставника философа Джона Локка. Во флеш-сайдах лежит в психиатрической больнице, из-за того, что он вместе с сыном попал в авиакатастрофу. |                                                                        |                  |  |  |
| |                                                                        |                  |  |  |
| Джа Ли | Тони Ли                                                                | 2, 3             |  |  |
| Обучив Сун английскому, Джа Ли заводит с ней роман, и в результате её отец посылает Джина, чтобы убить его. Вместо этого Джин говорит ему покинуть Корею навсегда, но Джа совершает самоубийство, выпрыгивая из окна своей квартиры. |                                                                        |                  |  |  |
| |                                                                        |                  |  |  |
| Джордж Минковски | Фишер Стивенс                                                          | 3, 4, 6          |  |  |
| Связист на корабле Kahana. Именно он ответил на звонок Джека в конце серии «Через зеркало», а также на многие звонки позже. Через какое-то время, вместе с матросом Брэнданом поплыл к Острову на лодке, однако тот начал вести себя странно и они вернулись на корабль, где оба заболели странной болезнью. Когда на корабль прибыли Саид и Десмонд, Джордж помог последнему связаться с его девушкой, излечив его от той же болезни, однако сам умер от кровоизлияния в мозг. Во флеш-сайдах работает водителем лимузина Чарльза Уидмора. |                                                                        |                  |  |  |
| |                                                                        |                  |  |  |
| Нейтан | Джош Рэндэлл                                                           | 2                |  |  |
| Загадочный человек, живший вместе с выжившими из хвостовой части первые 23 дня. Утверждал, что был на борту рейса 815, однако никто из выживших не помнил его. Также, он говорил, что родом из Канады (Итан, который притворялся пассажиром, говорил, что тоже из Канады). Нейтан несколько раз уходил в джунгли, где проводил несколько часов, отказываясь говорить, что он там делал и где он был. Ана-Люсия заподозрила его в связях с «Другими» и бросила его в яму, служившую выжившим тюрьмой. Оттуда его освободил Гудвин, после чего сразу сломал ему шею. Позже, он скажет Ане-Люсии, что Нейтан был «плохим человеком». |                                                                        |                  |  |  |
| |                                                                        |                  |  |  |
| Рэй | Марк Ванн                                                              | 4                |  |  |
| Доктор на корабле Kahana, который пытался лечить связиста Минковски и матроса Брэндона от странной болезни. Помогал наемникам загрузить вертолет, когда Лапидус отказался вести команду Кими на Остров. Тогда Мартин, в качестве угрозы перерезал Рэю горло и выкинул за борт. Тело доктора вымыло на пляж за несколько часов до его смерти, из-за разницы во времени между Островом и кораблем. Фарадей по телефону сказал о теле Омару, однако тот ответил, что доктор жив-здоров. |                                                                        |                  |  |  |
| |                                                                        |                  |  |  |
| Даниэль Руссо | Мира Фурлан и Мелисса Фарман (в молодости)                             | 1, 2, 3, 4, 5    |  |  |
| Даниэль Руссо прибывает на Остров за шестнадцать лет до катастрофы рейса 815 в составе научно-исследовательской группы. Она рожает Алекс на Острове после убийства остальных членов своей группы, которые «заразились». Позднее выясняется, что она решила, что монстр заразил их. Алекс вскоре похищают Другие. Руссо иногда помогает выжившим. Она была застрелена из засады вместе с Карлом, пока вела Алекс к Храму, следуя указаниям Бена. В пятом сезоне Джин, вернувшийся назад во времени, встречает Руссо и её команду, выжив после взрыва на корабле. Во флеш-сайдах она вместе со своей дочкой живёт спокойной жизнью и приглашает Бена на ужин к себе домой. |                                                                        |                  |  |  |
| |                                                                        |                  |  |  |
| Пенелопа Уидмор | Соня Уолгер                                                            | 2, 3, 4, 5, 6    |  |  |
| Пенни Уидмор — возлюбленная Десмонда. После его кораблекрушения на Острове, она не переставала искать его. В итоге ей удалось не только найти Десмонда, но и спасти Фрэнка Лапидуса и шестёрку Oceanic. Она помогает устроить шестёрке выдуманную историю их спасения. Через некоторое время она родила Десмонду сына Чарли. Карлтон Кьюз заявил, что «Пенни — важный персонаж в общей мифологии шоу». В 6-м сезоне появляется и в воспоминаниях, и во флеш-сайдах, где в конце с Десмондом и другими покидает чистилище. |                                                                        |                  |  |  |
| |                                                                        |                  |  |  |
| Кэссиди Филлипс | Ким Диккенс                                                            | 2, 3, 5          |  |  |
| Кэссиди — бывшая девушка Сойера, с которой они вместе осуществляли аферу. После того, как Сойер её подставил, Кэссиди переезжает в Айову, где случайно знакомится с Кейт. Кэссиди даёт показания против Сойера, и тот получает срок. Она навещает его в тюрьме, где рассказывает ему, что родила от него дочь — Клементину. Когда Кейт возвращается с Острова, она рассказывает Кэссиди всю правду о том, что случилось на Острове и даёт ей часть денег, полученных в качестве компенсации от Oceanic, чтобы сдержать данное Сойеру обещание заботиться о Клементине. |                                                                        |                  |  |  |
| |                                                                        |                  |  |  |
| Элоиза Хоукинг | Фионнула Флэнаган, Александра Кросни (в 17 лет), Элис Эванс (в 40 лет) | 3, 5, 6          |  |  |
| Элоиза Хоукинг — хранитель станции DHARMA Initiative под названием «Фонарь», расположенной в Лос-Анджелесе. Задолго до того, как мы узнали, кто она, Элоиза появляется как продавщица ювелирного магазина, которая убеждает Десмонда не жениться на Пенни. Позже в монастыре, где недолго живёт Десмонд, она также появляется на фотографии в кабинете настоятеля. Элоиза также мать Дэниела Фарадея, и крыса, которую Дэниел учит проходить лабиринт в присутствии Десмонда, названа в честь неё. Она может определить местонахождение Острова и окна во времени, когда он достижим. Она объясняет Джеку, Сун и Бену, как им вернуться на Остров. В 6-м сезоне неоднократно появляется во флеш-сайдах Десмонда. |                                                                        |                  |  |  |
| |                                                                        |                  |  |  |
| Цезарь | Саид Тагмауи                                                           | 5                |  |  |
| Цезарь садится на рейс 316 вместе с возвращающимися на Остров членами шестёрки Oceanic и, когда самолёт совершает аварийную посадку на острове со станцией «Гидра», он говорит с Иланой, Лапидусом, Локком и Беном. Он находит обрез в старом офисе Бена и показывает его Бену, который затем крадёт ружьё и, стреляя в Цезаря, убивает его. |                                                                        |                  |  |  |
| |                                                                        |                  |  |  |
| Человек в Чёрном | Титус Уэлливер; Терри О’Куинн (в облике Локка); разные                 | 1, 2, 3, 4, 5, 6 |  |  |
| Человеком в Чёрном (также известен как Дымовой монстр, Лже-Локк или враг Джейкоба) — брат Джейкоба и один из главных злодеев сериала. Монстр может принимать человеческий облик и очень не любит, когда люди называют его монстром. Ему не нравится, что Джейкоб приводит людей на Остров, и он хочет убить его, потому что очень хочет выбраться с острова, любым доступным ему способом. По словам Руссо и Бена, монстр служит системой безопасности и судьёй на Острове. Монстр может принимать различные формы и легко манипулировать всеми окружающими его. Он не может преодолеть звуковой барьер, или пройти через пепел, например, вокруг хижины Джейкоба. В соответствии с неизвестными правилами, он не может убить Джейкоба и оставшихся «кандидатов» сам. Вместо этого, он, принимая облики Алекс и Локка, заставляет сделать это Бена. Будучи не в облике человека, монстр принимает форму облака чёрного дыма. В 6-м сезоне является главным злодеем, однако в конце погибает от рук Джека, который стал новым хранителем острова. |                                                                        |                  |  |  |
| |                                                                        |                  |  |  |
| Кристиан Шепард | Джон Терри                                                             | 1, 2, 3, 4, 5    |  |  |
| Кристиан Шепард, отец Джека, работал главным хирургом в больнице святого Себастьяна. Он потерял медицинскую лицензию, когда Джек рассказал комиссии, что Кристиан делал операцию беременной женщине нетрезвым, что привело к её смерти. После этого Кристиан отправляется в Австралию с Аной-Люсией в качестве помощницы, чтобы найти свою дочь Клер, с которой ему не дают общаться. Он умирает в Австралии после нескольких дней запоя, до того встретив и поговорив по душам с Сойером. Джек везёт его тело обратно в Лос-Анджелес на похороны, когда самолёт терпит крушение, но когда позднее гроб отыскивается на Острове, он таинственным образом пуст. Кристиан много раз являлся на Острове разным персонажам, включая Джека, Клер, Локка, Хёрли, Майлза, Майкла и даже Винсента. Он как-то связан с Джейкобом; он занимает хижину Джейкоба и является Джону, когда тот пытается переместить Остров. После падения второго самолёта он рассказывает Сун и Фрэнку Лапидусу, что Джин вместе с остальными оставшимися живёт сейчас в 1977 году. В 6-м сезоне выясняется, что его облик и облик других умерших или пропавших людей принимал Человек в Чёрном. Находясь в чистилище, он первый открывает дорогу в рай. |                                                                        |                  |  |  |
| |                                                                        |                  |  |  |
| Сара Шепард | Джули Боуэн                                                            | 1, 2, 3          |  |  |
| Сара участвовала в аварии, в которой умер отец Шеннон. Джек делает ей операцию, но сообщает, что она больше никогда не сможет ходить. Однако чудесным образом она излечивается. Они влюбляются друг в друга и женятся, но спустя некоторое время, Сара заводит роман на стороне и разводится с Джеком. После спасения выживших в авиакатастрофе мы узнаём, что Сара беременна. |                                                                        |                  |  |  |
| |                                                                        |                  |  |  |
| Дайан Янссен | Бет Бродерик                                                           | 1, 2, 3, 4       |  |  |
| Мать Кейт, она сдаёт дочь полиции, когда Кейт убивает своего отца и мужа Дайаны — Уэйна. Дайана никогда не прощает Кейт, но решает не давать показаний на суде над дочерью, когда Кейт возвращается домой в составе шестёрки Oceanic. |                                                                        |                  |  |  |
| |                                                                        |                  |  |  |

#### Второстепенные персонажи вне острова
| Имя                   | Актёр/Актриса                          | Связь с главными персонажами                                                                   |
| --------------------- | -------------------------------------- | ---------------------------------------------------------------------------------------------- |
| Сэм Остин             | Линдси Гинтер                          | Отчим Кейт; взял в плен Саида                                                                  |
| Том Бреннан           | МакКензи Астин                         | Друг детства Кейт                                                                              |
| Рэйчел Карлсон        | Робин Вайгерт                          | Сестра Джульет                                                                                 |
| Тереза Кортес         | Рэйчел Тикотин                         | Мать и начальница Аны-Люсии                                                                    |
| Крисси                | Мейлинда Соерйоко                      | Продала билеты на рейс 815 некоторым выжившим                                                  |
| Джей-Ди               | Джон Диксон                            | Стюард рейса 815                                                                               |
| Мэри Джо              | Бриттани Перрино                       | Подруга Сойера; ведущая лотереи, которую выиграл Хёрли                                         |
| Мистер Квон           | Джон Шин                               | Отец Джина; свёкор Сун                                                                         |
| Кэрол Литтлтон        | Сьюзан Дюрден                          | Мать Клер                                                                                      |
| Линдси Литтлтон       | Габриэль Фицпатрик                     | Тётя Клер                                                                                      |
| Сюзан Ллойд           | Тамара Тейлор                          | Жена Майкла; мать Уолта                                                                        |
| Эмили Локк            | Свуси Кёрц и Холланд Роден             | Мать Локка                                                                                     |
| Ричард Малкин         | Ник Джеймсон                           | Медиум Клер; знакомый Эко                                                                      |
| Джейсон МакКормак     | Аарон Голд                             | Напавший и убитый Аной-Люсией                                                                  |
| Мать Майкла           | Старлетта ДюПуа                        | Мать Майкла; бабушка Уолта                                                                     |
| Мишель                | Мишель Артур                           | Стюардесса рейса 815                                                                           |
| Рэнди Нэйшнз          | Билли Рэй Гэллион                      | Начальник Локка; бывший начальник Хёрли                                                        |
| Хелен Норвуд          | Кэти Сагал                             | Бывшая подруга Локка                                                                           |
| Медсестра             | Джули Оу                               | Сиделка Локка; коллега Джека                                                                   |
| Лайам Пэйс            | Нил Хопкинс и Зак Шэда                 | Старший брат Чарли                                                                             |
| Меган Пэйс            | Разные                                 | Племянница Чарли                                                                               |
| Саймон Пэйс           | Робин Аткин Даунс и Джон Генри Кэнаван | Отец Чарли                                                                                     |
| Ву-Джунг Пайк         | Байрон Чунг                            | Отец Сун; тесть и работодатель Джина                                                           |
| Кармен Рейес          | Лиллиан Хёрст                          | Мать Хёрли                                                                                     |
| Дэвид Рейес           | Чич Марин                              | Отец Хёрли                                                                                     |
| Питер Росс            | Дэн Готье                              | Второй пилот рейса 316. При посадке на острове Гидра его проткнуло веткой через лобовое стекло |
| Доктор Дуглас Брукс   | Брюс Дэвисон                           | Психиатр Хёрли и Либби                                                                         |
| Адам Рутерфорд        | Не указан в титрах                     | Отец Шеннон; отчим Буна; виновник аварии, в которой пострадала будущая жена Джека              |
| Марго Шепард          | Вероника Хэмел                         | Мать Джека                                                                                     |
| Марк Силверман        | Зак Уорд                               | Друг Джека                                                                                     |
| Леонард Симмс         | Рон Боттитта                           | Друг Хёрли                                                                                     |
| «Большой» Майк Уолтон | Майкл Кудлиц                           | Напарник Аны-Люсии; следователь Хёрли                                                          |
| Йеми                  | Адетокумбо МакКормак                   | Младший брат Эко                                                                               |
| Омер Джарра           | Кас Энвар и Ксавьер-Раабе Манапуле     | Старший брат Саида                                                                             |
| Отец Саида            | Саид Бадрия                            | Отец Саида                                                                                     |